# Diplocentridae
Famille
Les Diplocentridae sont une famille de scorpions.

## Distribution
Les espèces de cette famille se rencontrent en Amérique et en Asie,.

## Liste des genres
Selon The Scorpion Files (01/06/2020) :
- Bioculus Stahnke, 1968
- Cazierius Francke, 1978
- Cryptoiclus Teruel & Kovařík, 2012
- Didymocentrus Kraepelin, 1905
- Diplocentrus Peters, 1861
- Heteronebo Pocock, 1899
- Kolotl Santibáñez López, Francke & Prendini, 2014
- Nebo Simon, 1878
- Oiclus Simon, 1880
- Tarsoporosus Francke, 1978

## Systématique et taxinomie
Les genres peuvent se répartir en deux sous-familles les Nebinae pour Nebo et les Diplocentrinae pour les neuf autres. En 2003, cette famille avait été dégradée en sous-famille des Scorpionidae.

## Publication originale
- Karsch, 1880 : Arachnologische Blätter. X. Scorpionologische fragmente. Zeitschrift für die Gessellschaft Naturwissenschaften, Halle, vol. 53, p. 404-409.